# Quiero volver
Quiero volver es el segundo álbum de estudio de la cantante argentina Tini. Fue lanzado al mercado el 12 de octubre de 2018, bajo el sello discográfico Hollywood Records.

## Promoción
El video musical del primer sencillo del álbum, «Te quiero más», fue lanzado el 12 de octubre de 2017 en colaboración con Nacho. 5 de abril de 2018, se lanzó el video musical del siguiente sencillo «Princesa», interpretado conjuntamente por Stoessel y la cantante colombiana Karol G. El 21 de junio de 2018, el video musical del tercer sencillo «Consejo de amor» fue lanzado en colaboración con Morat. El 2 de agosto de 2018, se lanzó el video musical de la canción «Quiero volver», cuarto sencillo del álbum con el cantante colombiano Sebastián Yatra. El 1 de noviembre de 2018 se estrenó el video musical del quinto sencillo «Por qué te vas» junto a Cali & El Dandee.

### Gira musical
Quiero volver Tour comenzó el 13 de diciembre de 2018, en el Luna Park, terminó el 9 de marzo de 2020 en Utrecht, Países Bajos.

## Lista de canciones
| Quiero volver |                                         | |                 |          |  |
| N.º           | Título                                  | Escritor(es) | Productor(es)   | Duración |  |
| 1.            | «Quiero volver» (con Sebastián Yatra)   | Martina Stoessel,Andrés Torres, Mauricio Rengifo, Sebastián Yatra, Alberto Hernández, Felipe Mejia, Dani Blau        | Rengifo, Torres | 3:04     |  |
| 2.            | «Flores»                                | Stoessel, Torres, Rengifo                                                                                            | Rengifo, Torres | 3:21     |  |
| 3.            | «Princesa» (con Karol G)                | Stoessel,Torres, Rengifo, Karol G                                                                                    | Rengifo, Torres | 3:23     |  |
| 4.            | «Like That»                             | Stoessel,Torres, Rengifo, Jason Evigan                                                                               | Rengifo, Torres | 2:54     |  |
| 5.            | «Por qué te vas» (con Cali y El Dandee) | Stoessel,Torres, Rengifo, Alejandro Rengifo                                                                          | Rengifo, Torres | 3:27     |  |
| 6.            | «Waves»                                 | Stoessel,Torres, Rengifo, Evigan                                                                                     | Rengifo, Torres | 3:10     |  |
| 7.            | «Consejo de amor» (con Morat)           | Nabález ,Torres, Rengifo, Felipe Gonzales Abad, Germán Duque, Juan Pablo Isaza, Juan Pablo Villamil, Sebastián Yepes | Rengifo, Torres | 3:19     |  |
| 8.            | «Never Ready»                           | Stoessel, Torres, Rengifo, Ross Golan                                                                                | Rengifo, Torres | 3:30     |  |
| 9.            | «Love is Love»                          | Stoessel, Torres, Rengifo, Daniel James, Leah Haywood                                                                | Rengifo, Torres | 2:57     |  |
| 10.           | «Te quiero más» (con Nacho)             | Stoessel, Torres, Rengifo, Nacho                                                                                     | Rengifo, Torres | 3:25     |  |
| 11.           | «Respirar»                              | Stoessel,Torres, Rengifo                                                                                             | Rengifo, Torres | 3:05     |  |

## Charts
| Chart (2018)                    | Peak position |
| ------------------------------- | ------------- |
| Argentina (CAPIF)               | 1             |
| Austria (Ö3 Austria)            | 40            |
| Bélgica (Ultratop flamenca)     | 138           |
| Bélgica (Ultratop valona)       | 132           |
| Francia (SNEP)                  | 106           |
| Alemania (Media Control Charts) | 26            |
| Hungría (MAHASZ)                | 22            |
| Italia (FIMI)                   | 77            |
| Portugal (AFP)                  | 34            |
| España (PROMUSICAE)             | 11            |

## Certificaciones
| País          | Organismo certificador                               | Certificación | Ventas certificadas | Ref    |
| ------------- | ---------------------------------------------------- | ------------- | ------------------- | ------ |
| Colombia      | ASINCOL                                              |               |                     | [ 17 ] |
| Ecuador       | Federación Internacional de la Industria Fonográfica |               | 3 000               | [ 17 ] |
| Perú          | UNIMPRO                                              |               | 10 000              | [ 17 ] |
| Chile         | IFPI                                                 | 2x            | 20 000              | [ 18 ] |
| Centroamérica | IFPI                                                 |               |                     | [ 19 ] |